# Темпл, Эмили, виконтесса Палмерстон
Эмили Темпл, виконтесса Палмерстон (англ. Emily Temple, Viscountess Palmerston; 21 апреля 1787 — 11 октября 1869) — британская аристократка и светская львица.

## Биография
Эмили Темпл была шестым ребёнком из семи детей в семье Пенистона Лэма, 1-го виконта Мельбурн и его супруги Елизаветы Лэм, единственной дочери сэра Ральфа Милбэнка, 5-го баронета. Её семья занимала высокое положение в обществе, поскольку в 1781 году её отцу был присвоен титул барон Мельбурн.
Вместе с Сарой Вильерс и другими светскими дамами эпохи Регентства Эмили была одной из покровительниц эксклюзивного клуба Олмака, в котором собирались представители британской знати, устраивались званые ужины и балы для молодёжи.
В правление королевы Виктории Эмили стала хозяйкой салона, в котором собирались представители знати и иностранные дипломаты, с которыми вела активную беседу.
Скончалась 11 октября 1869 года в возрасте 82 лет.

## Семья
В 1805 году, в возрасте 18 лет, вышла замуж за Питера Клавелинга-Каупера, 5-го графа Купер. У супругов было 5 детей (три сына и две дочери):
- Джордж Каупер[англ.] (26 июня 1806 — 15 апреля 1856) — граф Купер (1837—1856);
- Эмили Эшли-Каупер, графиня Шефтсбери[англ.] (6 ноября 1810 — 15 октября 1872), вышла замуж за Энтони Эшли-Купера, 7-й графа Шефтсбери (28 апреля 1801 — 1 октября 1885), у супругов было 10 детей;
- Уильям Каупер-Темпл, 1-й барон Маунт-Темпл[англ.] (13 декабря 1811 — 16 октября 1888) — министр здравоохранения (1855—1857; 1857—1858), барон Маунт-Темпл (1880—1888);
- Дост. Чарльз Каупер (7 июня 1816 — 30 марта 1879);
- Фрэнсис Джоселин, виконтесса Джоселин (1820 — 26 марта 1880), вышла замуж за Роберта Джослина, виконта Джослина[англ.] (20 февраля 1816 — 12 августа 1854), у супругов было 5 детей.

Спустя два года после смерти мужа, в 1839 году она во второй раз вышла замуж Генри Джона Палмерстона, ставшего премьер-министром в 1855—1858 и 1859—1865 годах; этот брак был бездетным.